# 中山英樹
中山 英樹（なかやま ひでき、1981年12月4日 - ）は、日本の元サッカー選手。サッカー指導者。現役時代のポジションはゴールキーパー（GK）。福岡県出身。

## 学歴
- 福岡市立金武中学校
- 東福岡高校
- 中京大学中退

## 資格
- JFA公認B級指導者ライセンス
- JFA公認GK-B級指導者ライセンス

## 指導経歴
- 福岡ゴールキーパースクール:創設者・校長
- JFAU-18・U-15GK合同キャンプ西日本 日本代表GKコーチ(2004年)
- 福岡県サッカー協会技術委員会GKプロジェクト:創設者:元中学担当
- 福岡県トレセンU－14:GKコーチ
- 福岡市中学校選抜U－14:GKコーチ
- 神村学園高等部・中等部:GKコーチ
- 福岡市立下山門中学校:GKコーチ
- 東福岡高校:GKコーチ
- サガン鳥栖:U-18・U-15:GKコーチ
- サガン鳥栖:GKコーチ
- 特定非営利活動法人ゴールキーパーアカデミー:理事長